# Acetilkolin
Acetilkolin (ACh) je neurotransmiter neuromišićne sinapse i preganglijskih simpatičkih te preganglijskih i postganglijskih parasimpatičkih aksona. To je jedini klasični neurotransmiter što nije aminokiselina ili izravno sintetiziran iz aminokiseline.

## Nastanak
Luči ga parasimpatički živac-vagus na živčanim okončinama.

## Uloga
Smanjuje udarni volumen srca. Parasimpatički živac-vagus luči ovaj neurohormon kad je smanjena potreba za kisikom, kao kada spavamo.
U perifernom živčanom sustavu acetilkolin izaziva kontrakciju mišića, suženje zjenice, pojačavanje peristaltike crijeva, usporavanje rada srca, proširenje krvnih žila, pojačano lučenje žlijezda znojnica, slinovnica te želučanih i bronhalnih žlijezda.
U središnjem živčanom sustavu acetilkolin ima važnu ulogu u održavanju stanja svijesti i procesima učenja i pamćenja.

## Metabolizam
Biosinteza acetilkolina je jedna jedina enzimska reakcija, u kojoj enzim kolin-acetiltransferaza (ChAT) sintetizira acetilkolin iz acetil-CoA i kolina. Neuroni ne mogu sintetizirati kolin, nego se on unosi hranom, pa je acetilkolin poseban po tome što ga nakon egzocitoze u sinaptičku pukotinu inaktivira hidrolitički enzim acetilkolinesteraza (AChE), a u presinaptički acetilkolinski aksonski završetak se ponovno unosi kolin, kao preteča za sintezu ACh.

## Djelovanje
Acetilkolin djeluje preko ionotropnih nikotinskih receptora (nAChR), što postoje u dva oblika (neuronski i mišićni), te preko pet vrsta metabotropnih receptora (M1 do M5) što se mogu razvrstati (na temelju osjetljivosti na spoj pirenzepin) u dvije tradicionalne farmakološke skupine: M1 i M2 receptore.
Receptori M1 skupine (M1 i M3) djeluju preko IP3/DAG sustava (aktivacijom fosfolipaze C) i uz to inaktiviraju K+ kanale, dok receptori M2 skupine (M2, M4 i M5) inhibiraju adenilil ciklazu (smanjuju unutarstaničnu koncentraciju cAMP) te aktiviraju K+ kanale.
Najpoznatiji agonist nikotinskih receptora je nikotin, a antagonisti tih receptora su otrov kurare (glavni sastojak d-tubokurarin) i zmijski otrov Iα-bungarotoksin. Najpoznatiji agonist muskarinskih receptora je muskarin (alkaloid gljive muhare,
lat. Amanita muscaria), a najpoznatiji antagonisti tih receptora su
atropin i skopolamin.

## Otrovi i lijekovi
Na biosintezu, pohranu i razgradnju acetilkolina djeluju brojni otrovi i lijekovi:
- vezamikol - ometa unošenje sintetiziranog ACh iz citosola u sinaptički mjehurić
- hemikolinij-3 - blokira ponovno unošenje kolina iz sinaptičke pukotine u presinaptički aksonski završetak
- sarin (bojni otrov), paration (insekticid) - ireverzibilno inhibiraju acetilkolinesterazu
- neostigmin i fizostigmin - reverzibilno inhibiraju acetilkolinesterazu.